# R.I.P.D.
R.I.P.D. ist eine US-amerikanische 3D-Science-Fiction-Filmkomödie aus dem Jahr 2013, die auf dem Comic Rest in Peace Department von Peter M. Lenkov basiert. Der Film entstand unter der Regie von Robert Schwentke und wurde von Dark Horse Entertainment veröffentlicht. Die Hauptrollen übernahmen Ryan Reynolds und Jeff Bridges. Der Film startete am 29. August 2013 in den deutschen Kinos. Mit R.I.P.D. 2: Rise of the Damned wurde 2022 ein Prequel veröffentlicht.

## Handlung
Nick Walker und Bobby Hayes, Detectives beim Boston Police Department, stehlen eine Truhe voll Goldbruchstücke, die sie während einer Drogenrazzia gefunden hatten. Nick vergräbt seinen Anteil des Goldes in seinem Hinterhof, in der Absicht, es später zu holen, um ein besseres Leben für sich und seine Frau Julia zu ermöglichen. Allerdings bedauert er seinen Diebstahl und informiert Hayes darüber, dass er das Gold zurückgeben will. Später, bei einer Razzia in einer Lagerhalle, werden Nick und Hayes in eine Schießerei mit Kriminellen verwickelt. Hayes erschießt Nick, um ihn von der Rückgabe des Goldes abzuhalten.
Während des Aufsteigens durch einen Tunnel ins Jenseits wird Nick in das Büro von Mildred Proctor gebracht, der Direktorin der Boston Division des Rest In Peace Departments (R.I.P.D.), einer Agentur, die verstorbene Polizisten rekrutiert, um Patrouille im Leben nach dem Tod zu gehen und sogenannte Deados zu fassen. Deados sind Geister, die es nicht schafften, die Linie in den Himmel zu überqueren und als gescheiterte Monstergeister auf die Erde zurückkehren. Sie sehen aus wie normale Menschen, aber aus verschiedensten Gründen platzen sie aus der menschlichen Hülle. Nick stimmt zu, dem R.I.P.D. beizutreten, nachdem Proctor erklärt, dass der Dienst mindestens ein Jahrhundert dauert, um die Gefahren abzuwehren und er damit eine Empfehlung für das Jüngste Gericht bekommt. Anschließend trifft er seinen neuen Partner, Roy Pulsipher, einen ehemaligen US Marshal, der im 19. Jahrhundert lebte.
Nick und Roy kehren auf die Erde zurück, wo Nick seiner eigenen Beerdigung beiwohnt und sieht, wie Hayes seine Frau umarmt und tröstet. Als er versucht, zu Julia zu gelangen, erkennt diese ihn nicht. Roy erklärt ihm, dass sie für die Lebenden nicht zu erkennen sind, sondern diese nur ihre Avatare wahrnehmen können und gibt Nick ein Bündel Ausweiskarten mit dem Bild seines Avatars, einem alten Chinesen. Roys Avatar ist dagegen eine attraktive Blondine.
Nach dem gescheiterten Versuch, mit Julia zu kommunizieren, begleitet Nick Roy in die Wohnung eines als Deado Verdächtigen, Stanley Nawlicki. Während der Befragung des Verdächtigen liest Nick Fragen von kleinen Kärtchen ab, die alle mit indischem Essen enden, dabei kaut Roy auf dem mitgebrachten indischen Fast-Food. Der Verdächtige reagiert auf das Indische und fängt an, aus dem Körper zu platzen. Nick versucht ihn festzunehmen, aber der Untote wehrt sich. Bei der Balgerei reißt dieser sich selbst den rechten Arm ab, der mit einer Handschelle an Nicks Arm gefesselt ist. Der Untote kann fliehen, indem er aus dem Fenster des Hochhauses springt. Nick schaut ihm nur hinterher, aber Roy stürzt ihn mit sich aus dem Fenster, dem Fliehenden hinterher. Nachdem Nick sich abreagiert, indem er Nawlicki verprügelt, findet er Goldstücke, die genauso aussehen, wie jene, die er und sein alter Partner Bobby gestohlen hatten. Roy erschießt den Deado, als der Nick angreift.
Nick lassen die Goldbrocken keine Ruhe und so bedrängt er Roy, bis er bereit ist, sich mit dem Deado Elliot zu treffen, der für ihn als Spitzel arbeitet. Als sie Elliot zu dem Gold befragen, gibt der nur Ausflüchte von sich und sie beschließen, ihn zu beschatten. Als Elliot das Red-Sox-Stadion verlässt, taucht Bobby Hayes auf, dem er das Gold übergibt. Dabei werden sie von Nick und Roy beobachtet, die Hayes bis zum Haus von Nicks Frau Julia folgen. Dort bringt Bobby Julia dazu, ihm die Stelle zu zeigen, wo Nick das Gold vergraben hat. Julia ist verwirrt und glaubt, Nick wäre korrupt gewesen. Roy denkt das auch und fordert von Nick eine Erklärung.
Bobby Hayes trifft auf den Deado Pulaski, dem er in einem belebten Warenhaus das Gold übergibt. Das R.I.P.D.-Duo folgt dem Gold und schnappt sich Pulaski, den sie mit in eine Kühlkammer des Warenhauses nehmen und dort zu befragen versuchen. Pulaski reagiert damit, indem er sich aufbläht und aus dem Kühlraum fliehen kann. Nach einer zerstörerischen Verfolgungsjagd durch die Innenstadt Bostons gelingt es Pulaski, den Cops zu entwischen. Proctor ist stocksauer und suspendiert die beiden. Sie erklärt ihnen, die Goldfragmente seien Teile eines 3000 Jahre alten mystischen Artefakts des Stabes von Jericho. Dieser hat die Macht, die Richtung des Tunnels in den Himmel umzukehren, so dass die Verstorbenen nicht in den Himmel gelangen würden, sondern wieder auf die Erde fielen, was de facto eine Apokalypse auslösen würde. Nick und Roy beschließen daraufhin, die Untersuchung auf eigene Faust weiterzuführen.
Die beiden machen sich auf den Weg zu Hayes, der bereits ahnt, wer sie sind. Es stellt sich heraus, dass dieser auch ein Deado ist. Er wird verhaftet und zum R.I.P.D. Hauptquartier gebracht. Mithilfe eines Artefakts, das die Polizisten lähmt, gelingt es Hayes und den anderen untoten Monstern, alle fehlenden Teile des Stabes zu stehlen und auf die Erde zurückzukehren. Dort beginnen sie, das Artefakt auf dem Dach des Commonwealth-Buildings zusammenzubauen.
Während die Deados den Stab von Jericho zusammenbauen, lässt Hayes Julia entführen und zum Commonwealth-Building bringen, wo er sie als Menschenopfer braucht, um das Portal zu öffnen. Nach einer wilden Fahrt und einem Kampf gegen die Deados kommen Nick und Roy auf dem Dach des Gebäudes an. Als Hayes Julia verletzt und sie blutet, gelangt das Blut in das Innere des Stabes und das Portal beginnt sich zu öffnen.
Nach dem Kampf gegen die Deados gelingt es Nick, Hayes zu töten und zu Julia zu gelangen, während Roy das Portal zerstört. Schwer verletzt und kurz vor dem Tod kommt Julia ins Krankenhaus, wo sie von Proctor in Gestalt eines Arztes überwacht wird. Nick wird trotz allem mit einer Verwarnung bestraft, Roy mit einer 53-jährigen Dienstverlängerung, seiner mittlerweile dritten. Von Roy erhält Nick, der mit seinem alten Avatar nicht zufrieden war, einen neuen in Form einer jugendlichen Pfadfinderin mit großer Brille und Zahnspange.

## Produktion
Unter Ausnutzung eines Budgets von 130 Millionen US-Dollar wurde bis zum 28. Januar 2012 in Boston, Massachusetts, Providence auf Rhode Island und in Raynham, Massachusetts gedreht.

### Casting
Zach Galifianakis war ursprünglich als Roy Pulsipher vorgesehen, fiel aber wegen Terminüberschneidungen aus.
Für die Rolle der Mildred Proctor war eigentlich Jodie Foster geplant, am Ende bekam Mary-Louise Parker die Rolle.
Für Ryan Reynolds war es nach Blade: Trinity, X-Men Origins: Wolverine und Green Lantern schon die vierte Comicverfilmung.

### Marketing
Am 16. Juli 2013 wurde auf dem YouTube-Kanal von Adult Swim ein animierter Prequel-Kurzfilm veröffentlicht, in dem Reynolds und Bridges bereits ihre jeweiligen Rollen sprachen.
Ein auf dem Film basierendes Videospiel mit dem Titel R.I.P.D. The Game wurde ebenfalls am 16. Juli für die Plattformen Microsoft Windows, PlayStation 3 und Xbox 360 veröffentlicht. Das Spiel ist ein Third-Person-Shooter, der auch im Koop-Modus gespielt werden kann. R.I.P.D. The Game erhielt überwiegend negative Kritiken.

## Rezeption

### Kritiken
Der Film erhielt überwiegend negative Kritiken und blieb auch bei den Einspielergebnissen weit unter den Erwartungen.
Auf Rotten Tomatoes hält der Film eine Bewertung von nur zwölf Prozent: Nur 13 der 105 gewerteten Kritiken waren positiv, durchschnittlich vergaben Kritiker dem Film 3,7 von 10 möglichen Punkten. Zusammenfassend lautet der Tenor: Der Film mag ein paar Momente haben – vor allem dank Jeff Bridges’ Darstellung eines untoten Wildwest-Sheriffs – aber R.I.P.D. ist schlussendlich zu dämlich und formelhaft, um zu unterhalten. Der Metascore von Metacritic lag bei 25/100.

„Wie heißt es doch so schön – gut geklaut ist besser als schlecht selbstgemacht! Für die Macher von ,R.I.P.D. 3D‘ müssen wir uns nun aber wohl ein neues Sprichwort ausdenken – denn sie haben das Erfolgsrezept von ,Men in Black‘ zwar quasi eins-zu-eins übernommen, ihren Film dann aber trotzdem fast vollständig in den Sand gesetzt.“

„R.I.P.D. ist lustig und hat einige herrliche Szenen zu bieten. Inhaltlich jedoch sucht man vergebens nach einer faszinierenden Story, die überrascht. Die läuft nämlich von Anfang an auf sicheren Schienen. Und den ,Bösewicht‘ hat man auch schon nach einigen Minuten ausgemacht. Potenzial für eine Fortsetzung ist aber sicherlich vorhanden. Men in Black hatte ja schliesslich auch mehr als einen Teil…“

### Einspielergebnis
Mit Stand vom 4. September 2013 hatte R.I.P.D. in den Vereinigten Staaten 33,1 Mio. US-Dollar und weltweit weitere 31,6 Mio. US-Dollar eingespielt, womit das Einspielergebnis bislang insgesamt 64,7 Mio. US-Dollar beträgt. Da der Film am Eröffnungswochenende weniger als zehn Prozent seines 130-Millionen-Budgets wieder eingespielt hat, gilt er als Flop an den Kinokassen.

### Kultfilm
Nachdem er im Kino als Flop galt, entwickelte sich der Film in den 2020er Jahren zu einem Kultfilm in der Streaming-Community.